# 敬业街道
敬业街道，是中华人民共和国辽宁省锦州市古塔区下辖的一个乡镇级行政单位。

## 行政区划
敬业街道下辖以下地区：
东敬业社区、新铁社区、华工社区、兴业社区和工学社区。